# Les Salelles (Ardèche)
Salelles – miejscowość i gmina we Francji, w regionie Owernia-Rodan-Alpy, w departamencie Ardèche.
Według danych na rok 1990 gminę zamieszkiwały 173 osoby, a gęstość zaludnienia wynosiła 31 osób/km² (wśród 2880 gmin regionu Rodan-Alpy Salelles plasuje się na 1450. miejscu pod względem liczby ludności, natomiast pod względem powierzchni na miejscu 1468.).

## Populacja

Populacja Salelles w latach 1962-2008